# Rhipidia reductispina
Rhipidia reductispina är en tvåvingeart som beskrevs av Evgenyi Nikolayevich Savchenko 1983. Rhipidia reductispina ingår i släktet Rhipidia och familjen småharkrankar. Inga underarter finns listade i Catalogue of Life.